# Reinecke
Reinecke ist ein deutscher Familienname. Der Name ist verwandt mit Reinhard. Als Vorname findet man Reineke in der Fabel von Reineke Fuchs.

## Namensträger
- Adolf Reinecke (1861–1940), deutscher Publizist und Dramatiker
- Albrecht Reinecke (1871–1943), deutscher Offizier
- Andreas Reinecke (1675/1680–1727), deutscher Orgelbauer
- Anne Reinecke (* 1978), deutsche Schriftstellerin
- Bertram Reinecke (* 1974), deutscher Schriftsteller
- Birgit Reinecke (1944–2013), deutsche Juristin und Richterin
- Britt Reinecke, Geburtsname von Britt Hagedorn (* 1972), deutsche Fernsehmoderatorin
- Carl Reinecke (1824–1910), deutscher Komponist, Pianist und Dirigent
- Carl Friedrich Adolph Reinecke (auch Karl Reinecke; 1808–1853), deutscher Pfarrer
- Chris Reinecke (* 1936), deutsche Künstlerin
- Christiane Reinecke (* 1978), deutsche Historikerin
- Corinna Reinecke (* 1965), deutsche Politikerin (SPD)
- Dieter Reinecke (* 1929), deutscher Filmarchitekt und Szenenbildner
- Donata Reinecke (* 1944), deutsche Politikerin (SPD)
- Edwin Reinecke (1924–2016), US-amerikanischer Politiker
- Emil Reinecke (1933–2011), deutscher Radrennfahrer
- Ernst Reinecke (1790–1857), deutscher Verwaltungs- und Militärjurist
- Franz Reinecke (Botaniker) (1866– nach 1902), deutscher Botaniker, Anthropologe und Forschungsreisender sowie Redakteur
- Franz Reinecke, Inhaber der 1876 gegründeten Unternehmens Hannoversche Fahnenfabrik Franz Reinecke
- Friedrich Reinecke (Fotograf) (Samuel Traugott Friedrich Reinecke; 1837–1904), deutscher Fotograf
- Friedrich Reinecke (Verleger) (* 1921), deutscher Verleger
- Gareth Reinecke (* 1981), südafrikanischer Eishockeyspieler
- Gerhard Reinecke (1945–2022), deutscher Jurist
- Günther Reinecke (1908–1972), deutscher Jurist und SS-Führer
- Hans-Peter Reinecke (Musikwissenschaftler) (1926–2003), deutscher Musikwissenschaftler und Institutsdirektor
- Hans-Peter Reinecke (Schauspieler) (1941–2005), deutscher Schauspieler
- Heinrich Reinecke (1905–??), deutscher Richter und Parteifunktionär (NSDAP)
- Heinz Schmidt-Reinecke (1875–1935), deutscher Violinist
- Hermann Reinecke (1888–1973), deutscher Soldat, preußischer Kommandant und General der Wehrmacht
- Hermann Reinecke (Pädagoge) (1843–1891), deutscher Schulmann
- Horst Reinecke (1913–1984), deutscher Dramaturg, Regisseur und Schauspieler
- Inka Reinecke (* 1974), deutsche Fußballtorhüterin
- Jacob Reinecke (1572–1613), Pastor, Theologe und Hochschullehrer
- Jekaterina Georgijewna Czerniakowska-Reinecke (1892–1942), sowjetische Botanikerin und Systematikerin
- Johann Christoph Matthias Reinecke (1770–1818), deutscher Geologe, Geograph und Kartograph
- Johann Heinrich Reinecke (1755–1839), deutscher Jurist
- Joshua Reinecke (* 1987), südafrikanischer Eishockeyspieler
- Jost Reinecke (* 1957), deutscher Soziologe
- Julius Reinecke (1830–1914), deutscher Domänenpächter und Politiker (NLP), MdR
- Karl Reinecke (Feldpropst) (Ernst Carl Friedrich Reinecke; 1797–1877), deutscher Pastor und Schulleiter
- Karl Reinecke-Altenau (1885–1943), deutscher Lehrer, Maler und Heimatdichter
- Karl-Otto Reinecke (1926–2018), deutscher Unternehmer
- Leonard Reinecke, deutscher Medienpsychologe und Hochschullehrer
- Maria Reinecke (Marie Reinecke; vor 1884– nach 1900), deutsche Pianistin, Musikpädagogin, Musikschulgründerin und Unternehmerin
- Markus Reinecke (Kaufmann) (* 1969), deutscher Kaufmann
- Markus Reinecke (Produzent), deutscher Produzent
- Melanie Reinecke (* 1979), deutsche Politikerin (CDU)
- Michael Reinecke (1950–2022), deutscher Musiker, Komponist und Produzent
- Milena Reinecke (* 2001), deutsche Autorin und Journalistin
- Moritz Reinecke (* 1979), deutscher Kameramann
- Paul Reinecke (1872–1958), deutscher Prähistoriker
- Peter Reinecke (* 1958), deutscher Unternehmer
- Philipp Reinecke (auch Philippus Reineccius; vor 1700–nach 1719), deutscher Pfarrer, siehe Philipp Reineccius
- Philipp Reinecke (Amtmann) (1785–1843), königlich hannoverscher Amtmann
- Philipp Reinecke (Amtmann, 1819) (1819–1894), deutscher Geheimer Regierungsrat und Klosteramtmann
- Renate Reinecke, Geburtsname von Renate von Wangenheim (1944–2016), deutsche Schauspielerin
- Roald Reinecke (1940–2014), deutscher Violinist
- Robert Reinecke (1879–1944), deutscher Politiker (NSDAP)
- Rüdiger Reinecke (* um 1939), deutscher Tischtennisspieler
- Rudolf Reinecke (1795–1883), deutscher Musikpädagoge und Musiktheoretiker
- Rudolf Reinecke (1913–2010), deutscher Ornithologe und 1952 Mitgründer der Gruppe des NABU Braunschweig
- Ruth Reinecke (* 1955), deutsche Schauspielerin
- Stefan Reinecke (* 1959), deutscher Journalist
- Tamina Reinecke (* 1995), deutsche Politikerin (Bündnis 90/Die Grünen)
- Thomas Reinecke (* 1960), deutscher Fotojournalist und Kameramann
- Thomas Reinecke (Geowissenschaftler) (* 1960), deutscher Geowissenschaftler
- Werner Reinecke (1891–1963), deutscher Politiker (SPD, GVP)
- Wilhelm Reinecke (Archivar) (1866–1952), deutscher Historiker und Archivar
- Wilhelm Reinecke (Musiker) (1870–1959), deutscher Gesangspädagoge
- Wilhelm Reinecke (Politiker) (1905–1981), deutscher Politiker (NLP)

## Sonstige
- Amtmann-Reinecke-Denkmal